# Simon Adams
Simon Adams (* 26. Januar 1967 in East London) ist ein südafrikanischer Dartspieler.

## Karriere
Simon Adams wuchs in einem Township in East London auf und begann im Alter von elf Jahren mit dem Dartspielen. 2023 gewann Adams beim African Qualifier für die PDC World Darts Championship 2024 das Finale gegen Stefan Vermaak mit 8:0. Bei seinem Weltmeisterschaftsdebüt traf er in der ersten Runde auf Ricky Evans und unterlag mit 0:3.
Adams engagiert sich als Dart-Trainer in Südafrika um den Dartsport in seinem Heimatland zu fördern. In Kooperation mit Devon Petersen unterrichtet er Darts an Schulen und verfolgt dabei das Ziel, den Kindern aus den Townships eine Perspektive zu bieten.

## Weltmeisterschaftsresultate

### PDC
- 2024: 1. Runde (0:3-Niederlage gegen  Ricky Evans)

## Privates
Simon Adams ist verheiratet und hat zwei Söhne. Er studierte an der Universität von Südafrika und arbeitete im Management von Coca-Cola Europacific Partners.